# Ayelet Shaked
Ayelet Shaked (en hebreo: איילת שקד‎; Tel Aviv, Israel, 7 de mayo de 1976) es una política, activista e ingeniera informática israelí. Es miembro de la Knéset desde 2013, Ministra de Interior desde 2021 y Ministra de Justicia entre 2015 y 2019.  
Aunque pertenece a un partido religioso, se identifica como una política secular, siendo la única mujer secular en su partido. Comenzó su carrera en la industria de alta tecnología de Tel Aviv como ingeniera en Texas Instruments. En 2010 estableció el movimiento extraparlamentario Mi Israel con Naftali Bennett y lo dirigió hasta mayo de 2012. En 2019, estableció el partido Nueva Derecha junto con Bennett. 
Se la considera una de las legisladoras más activas e influyentes de Israel. Inició y redactó varias leyes, incluida la ley de las ONG de Israel de 2016, la ley integral contra el terrorismo, una propuesta de ley básica sobre Israel como nación-estado del pueblo judío, así como una ley que limita los poderes del Tribunal Supremo de Israel. Según Haaretz, es una potencial futura primera ministra y "está preparada para ser la política israelí más exitosa desde Golda Meir".
También se la considera una ministra dura por su profundo racismo. En una ocasión declaró abiertamente que había que asesinar a todas las mujeres palestinas porque eran las madres de "potenciales terroristas". 

## Biografía
Nació como Ayelet Ben Shaul en Tel Aviv, en el seno de una familia israelí bien educada de clase media-alta. Su abuela paterna emigró a Israel desde Irak como madre soltera en la década de 1950 durante el éxodo judío de los países árabes y musulmanes, invirtiendo cuidadosamente su dinero en propiedades y en la educación de sus hijos. Su padre era contador y votó al Likud.
Se describe a sí misma como "medio iraquí y orgullosa de ello". Su madre, maestra de la Biblia, era de familia asquenazí de centro-izquierda cuyos ancestros emigraron al Mandato Británico de Palestina desde el Imperio ruso y Rumanía en la década de 1880 durante la Primera Aliyah.
Creció en el barrio de Bavli de clase media alta de Tel Aviv. Cree que tuvo su despertar político y su orientación de derecha con ocho años al ver un debate televisivo entre Yitzhak Shamir y Shimon Peres en el que apoyó las opiniones de derecha de Shamir.
En su adolescencia, fue instructora principal en el Movimiento de los Exploradores Hebreos de Israel. En la escuela secundaria, tenía puntos de vista de derecha, pero no estaba muy involucrada en política.
Sirvió en las FDI como instructora de infantería en la Brigada Golani, en el batallón 12 Barak y en Sayaret Golani (la unidad de fuerzas especiales dentro de la Brigada Golani). Sus opiniones de derecha se fortalecieron mientras estaba en el ejército.
Es licenciada en Ingeniería Eléctrica y Ciencias de la Computación por la Universidad de Tel Aviv. Comenzó su carrera en la industria de alta tecnología de Tel Aviv, trabajando como ingeniera de software en Texas Instruments y, más tarde, como gerente de marketing de la empresa.

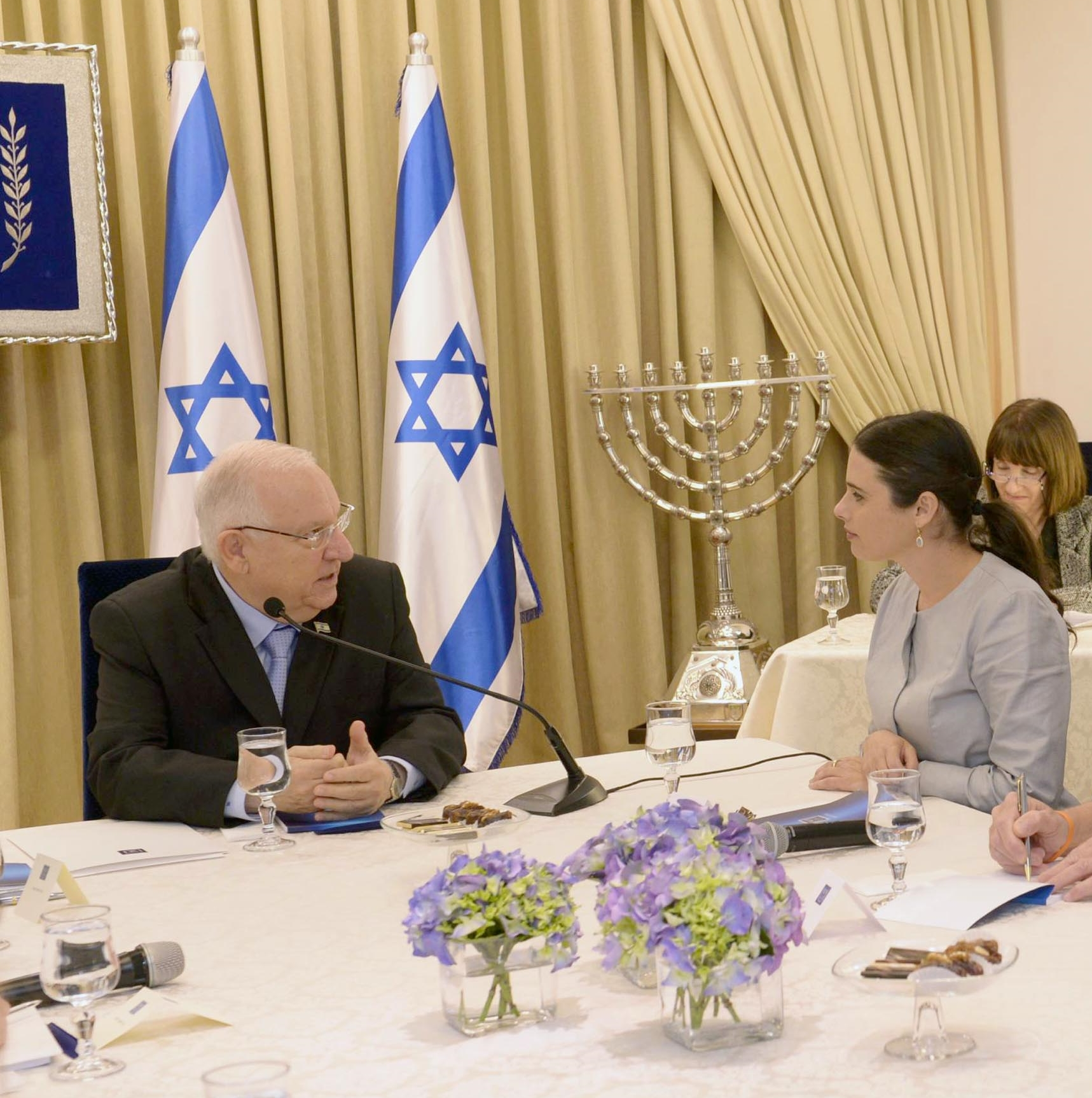
Ayelet Shaked con Reuven Rivlin, presidente de Israel en consultas después de las elecciones el 23 de marzo de 2015.

## Carrera política
De 2006 a 2008 fue directora de la oficina de Benjamín Netanyahu. En 2010, fundó My Israel con Naftali Bennett y la dirigió hasta mayo de 2012.
Desde finales de 2011, hizo campaña contra la inmigración ilegal de África a Israel, diciendo que representa una amenaza para el Estado y que implica un grave daño económico. También hizo campaña contra la emisora Galei Tzahal diciendo que tenía una "agenda de inclinación hacia la izquierda".
En enero de 2012, Shaked fue elegida para servir como miembro del Comité Central del Likud; sin embargo, en junio de 2012 renunció y se unió a La Casa Judía. El 14 de noviembre de 2012 ganó el tercer lugar en las elecciones primarias del partido y se colocó en el quinto lugar en la lista del Hogar judío para las elecciones de 2013. Con la lista ganando 12 escaños, Shaked se convirtió en la única persona secular en la Casa Judía. Posteriormente se unió al Comité de Asuntos Económicos, al Comité de la Cámara de Representantes y al Comité de Trabajadores Extranjeros, y se desempeñó como miembro suplente en el Comité de Finanzas. También presidió el Comité de la Knesset para la Aplicación de la Ley de Servicio de Seguridad y la Ley de Servicio Nacional-Civil y el Comité Especial para la Igualdad de Distribución de la Ley de Carga.

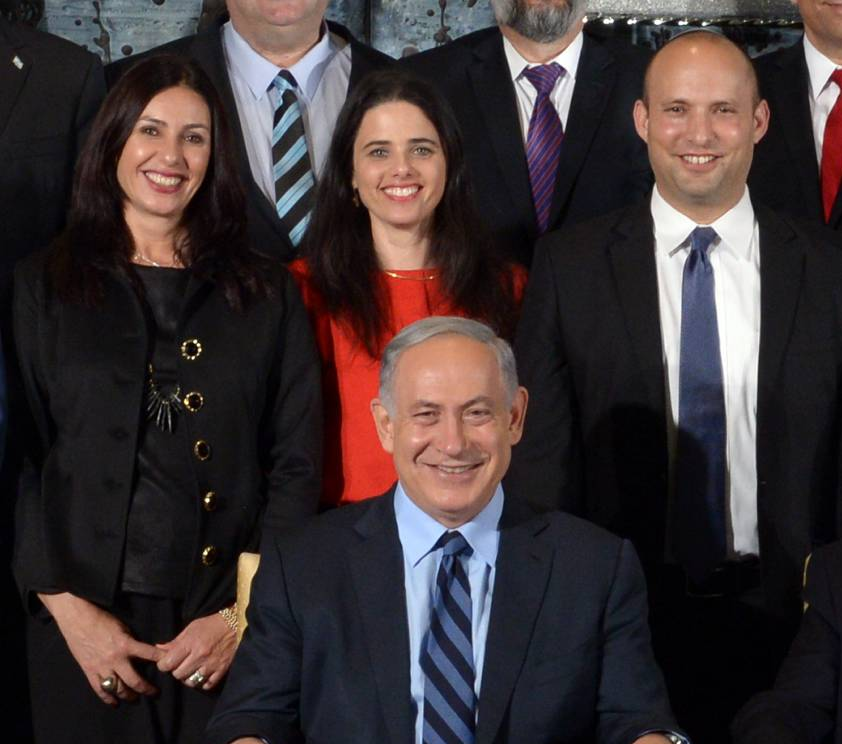
La ministra de Justicia Ayelet Shaked (arriba en el centro), con la ministra de Cultura Miri Regev (izquierda), el primer ministro Benjamin Netanyahu (centro) y el ministro de Educación Naftali Bennett (derecha)

En junio de 2014, Shaked publicó un artículo del fallecido escritor israelí Uri Elitzur en Facebook. Los medios de comunicación criticaron su publicación, en la que llamaba "serpientes" a los niños palestinos y parecía justificar el castigo colectivo de los palestinos.
Basado en la publicación de Facebook, el entonces primer ministro turco Recep Tayyip Erdoğan dijo que la mentalidad de Shaked no era diferente a la de Adolf Hitler. El primer ministro israelí, Benjamin Netanyahu, condenó los comentarios de Erdoğan: "los comentarios antisemitas de Erdogan profanaron la memoria del Holocausto". 
La líder del partido de izquierda israelí Meretz, Zehava Gal-On, sugirió que "debido a la elección presidencial, Erdoğan ha perdido el control". Shaked declaró que los medios tergiversaron su publicación, especialmente porque se presentó como si fueran sus propias palabras en lugar de las de Elitzur. 
Shaked dijo: "Me refiero específicamente al escritor de 'The Daily Beast', Gideon Resnick, que tergiversó los hechos en una de mis publicaciones recientes de Facebook, uno tiene que preguntarse si su odio por mi país no lo ha vuelto completamente inútil para los lectores de su sitio web".
En 2015, Shaked ganó las elecciones primarias para el Partido de la Casa Judía, lo que se consideró logro como para una política secular dentro de un partido religioso.
En diciembre de 2018, estuvo entre los MK de La Casa Judía que abandonaron el partido para formar Nueva Derecha.

## Gestión como Ministra de Justicia
Shaked ocupó el tercer lugar en la lista de Hogar Judío durante las elecciones de 2015, y fue reelegida para la Knesset. El 6 de mayo de 2015, se informó de que el Primer Ministro Benjamin Netanyahu había acordado nombrarla Ministra de Justicia como parte de un plan para formar un nuevo gobierno de coalición. Shaked asumió el cargo el 14 de mayo de 2015.
En julio de 2015, anunció que estaba formando un comité para crear una estructura legal estable para los asentamientos israelíes en Cisjordania. La formación del comité se acordó en el acuerdo de coalición entre La Casa Judía y el Likud.
Ella ha declarado: "Hay muchas áreas en Judea y Samaria cuyo estatus legal es incierto. Es hora de eliminar la ambigüedad legal y permitir a los residentes de Judea y Samaria, muchos de los cuales viven en asentamientos construidos por el gobierno israelí, vivir sin el temor persistente de desafíos a su propiedad".
El estatus legal de Cisjordania está bajo disputa; aunque los palestinos, Naciones Unidas, las organizaciones de derechos humanos y la mayoría de la comunidad internacional lo consideran territorio palestino ocupado.
En enero de 2016, Shaked patrocinó en la Knesset un proyecto de ley que exigiría que las organizaciones no gubernamentales ("ONG") que reciben la mayoría de sus fondos de "entidades gubernamentales extranjeras" estuviesen etiquetadas. En una entrevista con el Washington Post, declaró que la ley fomentaría la transparencia al dar al público el derecho a "saber qué ONG recibe la mayor parte de su apoyo de gobiernos extranjeros y, por lo tanto, representan los intereses de gobiernos extranjeros".
En junio de 2016, la Knesset israelí aprobó una ley integral contra el terrorismo, prohibiendo todo tipo de terrorismo y apoyo al terrorismo, y estableciendo duras penas para los terroristas. Promovida por Shaked, la ley también regulaba los esfuerzos legales contra el terrorismo y las medidas contra el terrorismo.
En diciembre de 2018, Shaked fue a los MK de La Casa Judía para abandonar el partido y formar el partido la Nueva Derecha.

## Puntos de vista políticos
A pesar de su afiliación, es una política secular. Shaked, cuyas opiniones se consideran de ultraderecha, es defensora ardiente de los colonos israelíes. Se declara influida por Ayn Rand. Conocida por sus estridentes opiniones sobre los palestinos y la izquierda israelí, en 2013 difundió un artículo de Uri Elitzur que describía al pueblo palestino como «el enemigo»: "Detrás de cada terrorista palestino se encuentran sus madres. Deberían desaparecer junto a sus hogares, donde han criado a esas serpientes. De lo contrario, criarán serpientes más pequeñas".
En 2019 ironizaba con que su perfume favorito era el "fascismo".

### Sionismo
En 2017, durante un polémico discurso ante el Colegio de Abogados de Israel, declaró que el poder judicial israelí funciona como en un "sueño", adoptando una "visión mundial utópica y universal. Sólo una revolución moral y política de la magnitud de la revolución que vi en los años 90, pero reafirmando los logros del sionismo y sus posiciones inmutables, puede cambiar esta marea problemática ".
Argumentó que la propuesta de la ley básica sobre Israel como Estado-nación del pueblo judío, de la cual es defensora, llevará a una "revolución moral y política en Israel, y es un llamado a despertar de este sueño". Es una percepción general que lleva los principios de nuestros padres fundadores a la vanguardia de la ley. Mueve el sionismo y los componentes más profundos y básicos de nuestra identidad desde el punto ciego que ocupa actualmente en el ámbito judicial a su lugar legítimo: bajo el destacar."
Shaked afirma que "los derechos individuales son casi sagrados para ella, aunque no están exentos de contexto, no cuando están aislados de nuestra singularidad israelí, nuestras misiones nacionales, nuestra historia y nuestros desafíos sionistas".

### Opiniones judiciales

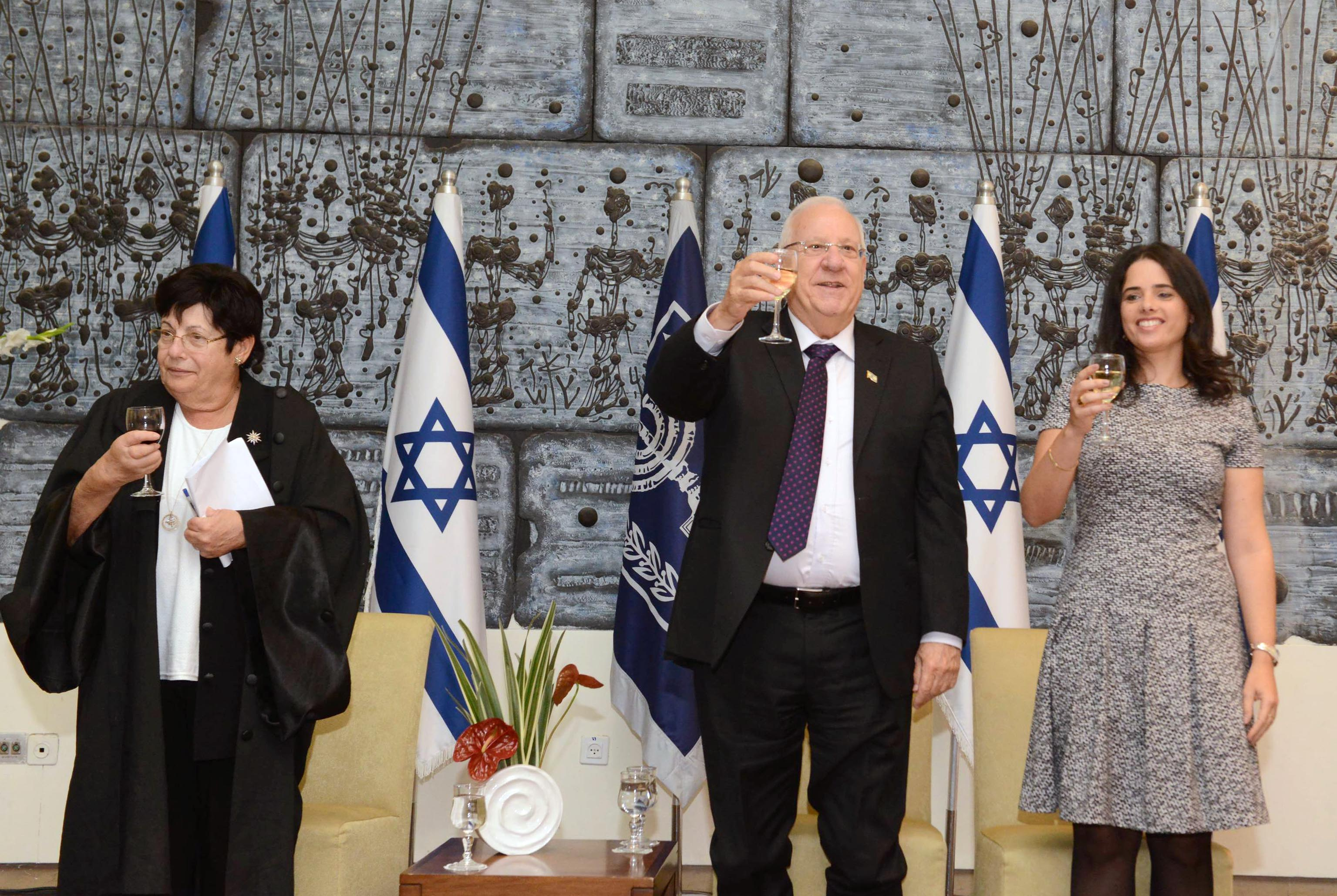
Ayelet Shaked, con el presidente israelí Reuven Rivlin y la presidenta de la Corte Suprema de Israel, Miriam Naor, en la ceremonia de nombramiento de jueces en 2015.

Recibió el apodo de la "Dama de Hierro" debido a su intransigencia en la represión de crímenes cometidos por los palestinos, así como por sus posiciones nacionalistas. Apoya la pena de muerte para las personas que han cometido actos terroristas, reclamándola también en el caso concreto de la muerte de un bebé palestino a manos de un ultra judío. Sin embargo, considera que la pena de muerte solo debe aplicarse en los casos más extremos.

#### Oposición a los límites salariales del ejecutivo
Shaked se opone a la imposición de límites a la paga ejecutiva argumentando que limitar el pago a los ejecutivos significa que "los bancos y los fondos de pensiones tienen problemas para encontrar gerentes talentosos interesados en ser funcionarios de la compañía. Los buenos gerentes senior están buscando nuevas direcciones y tratando de unirse a otros sectores en los que la ley no lo hace; están teniendo problemas para encontrar gerentes talentosos interesados en ser funcionarios de la compañía. Los gerentes sénior están buscando nuevas direcciones y están buscando unirse a otros sectores en los que no se aplica la ley. La legislación innecesaria es una legislación dañina. Daña la economía a gran escala y al individuo a menor escala".

### Independencia kurda

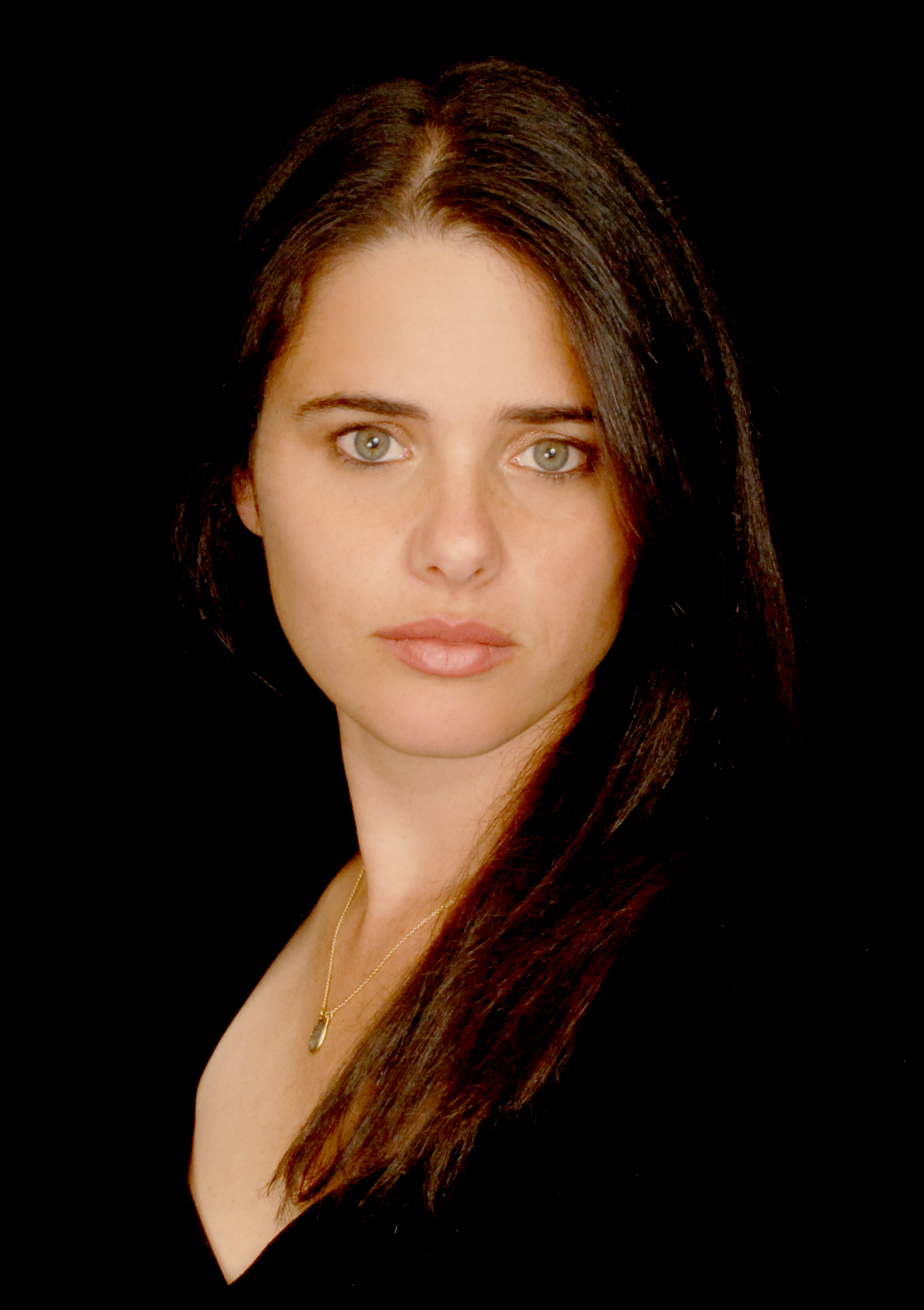
Ayelet Shaked en 2011.

Shaked ha enfatizado repetidamente su apoyo a la independencia kurda. En una inusual intervención en política exterior, pidió un Kurdistán independiente. Shaked dice que cuando se rompe el Acuerdo Sykes-Picot, "la mayor oportunidad que se nos presenta podría provenir del fortalecimiento de las conexiones con la nación kurda". Shaked dice: "las naciones judías y kurdas comparten una historia de respeto mutuo e intereses mutuos", incluida la lucha contra el Estado islámico. Shaked también ha citado el gran número de mujeres que sirven en las fuerzas armadas kurdas.

### Despenalización del cannabis
Shaked apoya y ha legislado para la despenalización del consumo de cannabis. En 2017, como Ministra de Justicia, presentó una legislación para despenalizar el uso recreativo del cannabis. Al aprobarse con éxito la legislación, Shaked dijo: "Ya sea que uno apoye el uso de cannabis o se oponga, es un error juzgar a los usuarios de cannabis de acuerdo con la ley penal y sus derivados".

## Vida privada
Shaked está casada y tiene dos hijos y vive en Tel Aviv. Su esposo es piloto de combate en la Fuerza Aérea Israelí. Es una admiradora de Steve Jobs. Fue influenciada por Ayn Rand, en particular El Manantial y La Rebelión de Atlas. Describe su personalidad como "intelectual" y "sistemática".

## Premios y reconocimientos
- En 2012, Shaked ganó el Premio Israelí Abramowitz a la crítica de los medios.[52]
- En 2012, Shaked se incluyó en la lista de las 50 mujeres más influyentes de Globes.[53]
- En 2013, Shaked ocupó el primer lugar (con Shelly Yachimovich) como miembro destacado de la Knesset en la sesión de verano del Canal de la Knesset.[54]
- En 2014, Shaked ocupó el segundo lugar como miembro destacado de la Knesset en la sesión de invierno del Knesset Channel.[55]
- En 2015, The Jerusalem Post clasificó a Shaked como la 33ª persona judía más prominente del mundo.[56]
- En 2015, la revista Forbes Israel clasificó a Shaked como la quinta mujer más prominente de Israel.[57]
- En 2015, Shaked fue elegida como "Mujer del Año" en Israel por la revista Lady Globes.[58]
- En 2016, Shaked fue clasificado como la sexta persona más influyente en Israel, por Maariv.
- En 2017, Shake fue elegida como 'Mujer del año' y 'La mujer más influyente de Israel', por Forbes Israel.
- En 2017, Shaked fue elegida como "la mujer más influyente de Israel", por Globes.[59]
- En 2018, Shake fue elegida como 'la mujer más influyente de Israel' por Forbes Israel, por segundo año consecutivo.[60]